# Miguel Barraza
Carlos Miguel «el Chato» Barraza Hora (Lima, 14 de septiembre de 1949) es un comediante, showman y empresario peruano. Formó parte de la etapa dorada del humor peruano, al participar en Risas y salsa y conseguir su propio programa televisivo a mediados de 1980.

## Biografía

### Primeros años
Miguel nació el 14 de septiembre de 1949 en la ciudad de Lima, bajo el seno de una familia de clase media y como el segundo de 3 hijos del matrimonio Barraza Hora. Dentro del círculo llamado clan Barraza, es hermano del abogado y poeta Carlos Barraza Hora, y de la cantante de música criolla de destacada trayectoria musical Cecilia Barraza, quien con ella última realizaron actuaciones a dúo. Miguel vivió con sus hermanos y padres en el distrito de Magdalena del Mar durante sus primeros años de vida.

### Carrera conLos Flyer's
En su adolescencia en 1964 formó parte de Los Flyer's, un grupo musical local. Debido a que estaba dedicado a conformado por jóvenes de clase alta, Miguel era el único miembro que no obtuvo ese estatuto. El grupo fue presentado en diversos cineteatros de la época tanto cantante como animador cómico. Grabaron 2 canciones para la casa discográfica Odeon: Quiero un poco de amor y María, que tuvo un recibimiento regular ante la ola de la música extranjera.
Tras la disolución de Los Flyer's meses después, a los 17 años, Barraza ingresó a la Pontificia Universidad Católica del Perú para estudiar la carrera de ciencias de la comunicación, al obtener el noveno puesto en el examen de admisión. Sin embargo, decidió no continuar sus estudios para enfocarse en el humor que desarrolló en su infancia. Además, pasó su tiempo libre en la redacción de poemas inspirados en José María Vargas Vila y, a petición de su padre, postuló como gerente del Banco de Crédito del Perú.

### Carrera de comediante y programa propio
Barraza debutó oficialmente como comediante en la televisión peruana tras el descubrimiento por el locutor hípico y presentador Augusto Ferrando en su barrio hacia el año 1967, quien le propuso una invitación a la Peña Ferrando. La primera interpretación conocida durante su descubrimiento fue la caracterización del tema musical El loco, interpretado por el cantante español Luisito Rey. Después, realizó algunas imitaciones a personajes y celebridades de la época como el cantante de nueva ola peruano Jimmy Santi y el cantante de rock and roll estadounidense Elvis Presley. Posteriormente, Barraza ingresó a la convocatoria del concurso de comediantes del programa de televisión Trampolín a la fama en 1971, quien fue el ganador del dicho proyecto y permaneció con el tiempo como artista recurrente.
Se incursionó en la televisión en el programa Usted es el juez al lado del periodista peruano Pablo de Madalengoitia. Años después, fue elenco de la revista cómica Charlas de café a finales de 1970, para que posteriormente la producción del canal lo incluyese en el conocido Risas y salsa, transmitido por la televisora peruana Panamericana Televisión entre los años 1980 y 1990. Su humor improvisado se basó en anécdotas vividas en distritos populares con el recurso inquietante en responderlas que finaliza con la frase firma ¡A comer! con prolongación en la «r». Según el antropólogo Alex Huerta-Mercado, el estilo de humor callejero facilitó la identificación del público de clase baja. Debido a su popularidad, en 1984 participó en monólogos para el segmento Humor redondo. Al año siguiente el canal de televisión le propuso su propio programa Yo mismo soy, con Gisela Valcárcel y Lelo Costa, en plena época dorada del humor peruano. Posteriormente lideró su siguiente programa Ahora vengo yo con Gordo Casaretto hasta su cancelación en 1989. En ese periodo destacó a su caracterización más conocida en los segmentos humorísticos, Cuy Lee, un monje shaolin con poses inspiradas en el actor y artista marcial chino-estadounidense Bruce Lee.

### Después deRisas y salsa
Años después de terminado Risas y salsa, Miguel recurre como invitado en varios programas de televisión de su país y eventos sociales, siendo una celebridad televisiva y radial. En el 2009, viajó a los Estados Unidos, para ser invitado al programa de televisión Don Francisco presenta, conducido por el presentador y filántropo chileno Mario Kreutzberger, quién lo eligió como el mejor contador de chistes entre concursantes sudamericanos, con lo que llegó a la internacionalización. En 2011 mediante resolución ministerial, fue premiado por el Ministerio de Trabajo por su relevancia cómica en la televisión.
Su trayectoria también fue homenajeada por otras celebridades televisivas en los programas Ocurrió aquí en 2006, Porque hoy es sábado con Andrés en 2015 y El reventonazo de La chola Chabuca en 2020.
En 1998 se unió con Melcochita y Gordo Casaretto en la revista Hincha pelotas. En 2001 se integra con Casaretto, que fue su dupla principal, al espacio A reír en Red Global. La pareja siguió participando en el teatro.
En el 2007, condujo en el fenecido programa Astros de la risa, bajo la producción y dirección de Mauricio Diez Canseco. Meses después confirmó su estadía en el programa rival Risas de América, junto a su espacio de monólogos.
En el 2008, participó en el comercial de la filial de la cerveza brasileña Brahma en el Perú, al lado de Casaretto, y el actor y comediante de stand-up peruano Carlos Alcántara.
En el 2010, realizó negociaciones con Panamericana Televisión para revivir Risas y salsa sin éxito. Al año siguiente, en el 2011, regresó a la televisión con el programa humorístico El estelar del humor, donde compartió con comediantes y actores cómicos como Carlos Álvarez, Lelo Costa, Melcochita, Cindy Marino, Edwin Sierra, Zelma Gálvez, Jim Maelo, entre otros. En ese año realizó su primer unipersonal, Chatipersonal: en broma y en serio.
En 2014 participa junto a Tulio Loza en la realización del programa Humor.com para RBC Televisión.
En el 2015, incursionó en el cine, siendo protagonista de la película peruana El pequeño seductor, interpretando a Emilio, la cual compartió el rol al lado de la colombiana Lucecita Ceballos. La película, en que no recibió regalías, no tuvo una buena aceptación del público debido a la baja calidad del largometraje, seguido de las críticas de especialistas, incluido del cineasta Francisco Lombardi.
Pese a ello, en el mismo 2015, Miguel volvió a los programas de Carlos Álvarez como Oe, ¿es enserio? y en la segunda etapa de El cártel del humor.
Desde 2020, pese a que no pensó retirarse de la televisión peruana, Barraza recurre a la red social TikTok para la difusión de sus actos cómicos. Además, participó como locutor en la emisora peruana Radio La Kalle entre 2021 y 2023.
En el año 2023, fue anunciado para protagonizar la película No vayan al lado de Melcochita, contando con figuras del medio local como Tony Succar y su madre Mimy Succar.

### Otras participaciones
Desde el 2000, comenzó a incursionarse en el emprendimiento gastronómico, siendo dueño de su propio restaurante de comida marina y criolla denominado El rincón del Chato Barraza, donde se operan en el distrito de Lince, y posteriormente en Arequipa. En el 2010 aperturó El sanguchato, cuyo negocio sigue operativo.
En el 2006, participó como cameo para la serie de televisión Asi es la vida como David «Rata» Barrenechea.
En 2008 colaboró en la composición de «Mi amigo Gabo» para el cantante y excandidato del Festival Viña del Mar Eduardo a partir de su poema del mismo nombre.
En el 2014, fue invitado junto con su hermana Cecilia al programa de televisión Gisela, el gran show, conducido por la exvedette peruana Gisela Valcárcel, para ser participantes de la secuencia Mi hombre puede.
Actualmente, Barraza realiza eventos en privado con lo mejor de su repertorio artístico, siendo uno de los más pedidos por el público.[cita requerida]

## Vida personal
Miguel es padre de tres hijos: Josemaría Barraza (cantante y actor cómico), Miguel Barraza Herrera (cantante) y Roberto «Gamuza» Barraza. En 2020 fue invitado por Andrea Llosa para ayudar a su hijo menor a superar los problemas mentales.  Además, Barraza es el tío del locutor de radio y personalidad de televisión Carlos «Tomate» Barraza, quién se desempeña a su vez como director fundador de la orquesta de salsa Los Barraza.
Barraza confesó en el 2010 que sufre de los estragos del alcoholismo e intentó superar de la dependencia. En una entrevista del 2019, admitió beber pisco sin tomar las precauciones para la presentación de su película El pequeño seductor.
En el 2019, sufrió 3 infartos cerebrales en una etapa de lucha personal contra el cáncer de próstata, enfermedad la que fue diagnosticado. Por motivos de salud, fue internado en un hospital, en la que está recuperando de su vicio con el alcohol, que tuvo como causa de su enfermedad.

## Filmografía

### Televisión
- Trampolín a la fama (1971) como participante de un concurso de comediantes.
- Humor redondo (1984) como integrante de elenco.[21]
- Risas y salsa (1992-1999) como integrante de elenco y varios roles.
- Entre nos (1998) como invitado.
- Risas de América (1997) como integrante de elenco.
- A reír (2003) como integrante de elenco y varios roles.[30]
- Yo mismo soy (1988-1990) como integrante de elenco principal.
- Ahora vengo yo (2004) como integrante de elenco principal.
- Tijereando (2005) como integrante de elenco.
- Trampolín para todo el mundo (2005) como entrevistado.
- Así es la vida (2006) como David «Rata» Barrenechea (rol de invitado especial).
- Astros de la risa (2007-2008) como integrante de elenco.
- El francotirador (2007) como invitado.
- Don Francisco presenta (2009) como invitado.
- Enemigos íntimos (2009) como invitado.
- Risas de América (2009, 2012) como invitado.[63]
- Corazón peruano (2010) como invitado.
- El estelar del humor (2011) como integrante de elenco.
- Enemigos públicos (2011) como entrevistado.
- Gisela, el gran show (2014) como invitado de la secuencia Mi hombre puede.
- Humor.com (2014) como integrante de elenco.[42][64]
- El cártel del humor (2014, 2019) como integrante de elenco.
- El valor de la verdad (2015, 2020) como invitado.
- Espectáculos (2015) como entrevistado.
- En boca de todos (2017, 2022) como copresentador.
- Porque hoy es sábado con Andrés (2018) como invitado.
- El wasap de JB (2019) como invitado.
- Oe, ¿es enserio? (2019) como integrante de elenco.
- La banda del Chino (2019, 2021) como entrevistado.
- Mi mamá cocina mejor que la tuya (2020, 2021) como invitado especial.
- Noche de patas (2020) como invitado especial.[65][66]
- Andrea (2021) como co-invitado.
- Día D (2021) como entrevistado.
- El reventonazo de la chola (2021) como invitado especial.

### Radio
- Radio La Kalle (2021-2023) como locutor y voz en off.
- Radio Exitosa (2019, 2021) como invitado.
- Radio Felicidad (2012) como locutor y presentador del programa Criollazos de Felicidad (junto a Cecilia Barraza).[67]
- Radio Capital (2009) como invitado.
- Radiomar (2020) como invitado del programa radial Salsa de Tomate.

### Películas
- El pequeño seductor (2015) como Emilio (protagónico).
- No vayan!! (2023)

### Comerciales
- Brahma (2008) como imagen publicitario, al lado de Gordo Casaretto y Carlos Alcántara.

## Teatro
- Melcochita Barraza (2024)